# Vicious Cycle Software
Vicious Cycle Software è una società statunitense che sviluppa, pubblica e distribuisce videogiochi, fondata nel 2000 da Wayne Harvey. Ha sede a Morrisville in Carolina del Nord.